# Young Pianist Foundation
De Young Pianist Foundation (YPF) is een Nederlandse stichting met als doel het stimuleren van jong Nederlands pianotalent en het vergroten van hun kansen om als pianist succesvol te worden. De stichting ontwikkelt daartoe initiatieven, als aanvulling op muziekscholen en conservatoria. Zo werkt zij mee aan het realiseren van concerten en cd-opnamen van jonge pianisten.
De YPF werd in 1999 opgericht door pianopedagoog Marcel Baudet en opereert vanuit het gedachtegoed van de overleden Russisch-Nederlandse pianist Youri Egorov.

## YPF Piano Competition
Het belangrijkste evenement van de stichting is de YPF Piano Competition, die om de zoveel jaar wordt georganiseerd in Amsterdam. Winnaars van het concours waren Hanna Shybayeva (2001), Nino Gvetadze (2004), Thomas Beijer (2007) Daniël van der Hoeven (2010), Rosalía Gómez Lasheras (2013)  Ramon van Engelenhoven (2015), Yang Yang Cai (2019) en Paul Salard (2025).